# AEW Beach Break
AEW Beach Break es un evento de lucha libre profesional producido por All Elite Wrestling (AEW). El evento fue establecido por la empresa desde el 2021, como un episodio especial del programa de televisión semanal insignia de la empresa, Dynamite.

## Fechas y lugares
| Evento             | Fecha                | Lugar                 | Estadio         | Evento principal                                                         |
| ------------------ | -------------------- | --------------------- | --------------- | ------------------------------------------------------------------------ |
| Beach Break (2021) | 3 de febrero de 2021 | Jacksonville, Florida | Daily's Place   | Kenny Omega, Doc Gallows & Karl Anderson vs. Jon Moxley, PAC & Rey Fénix |
| Beach Break (2022) | 26 de enero de 2022  | Cleveland, Ohio       | Wolstein Center | Orange Cassidy vs. Adam Cole                                             |
| Beach Break (2024) | 3 de julio de 2024   | Chicago, Illinois     | Wintrust Arena  | Will Ospreay vs. Daniel Garcia                                           |
| Beach Break (2025) | 14 de mayo de 2025   | Chicago, Illinois     | Now Arena       | Jon Moxley vs. Samoa Joe                                                 |

## Ediciones

### 2021
Beach Break 2021 fue un especial de televisión de Dynamite, tuvo lugar el 3 de febrero de 2020 en el Daily's Place en Jacksonville, Florida.

#### Antecedentes
En Dynamite: Winter Is Coming el 2 de diciembre de 2020, Kenny Omega derrotó a Jon Moxley para ganar el Campeonato Mundial de AEW. Moxley regresó el 6 de enero de 2021 en Dynamite: New Year's Smash para enfrentarse a Omega, pero fue atacado por Omega y The Good Brothers (Doc Gallows y Karl Anderson). El 20 de enero en Dynamite, se anunció una lucha por equipos de seis hombres entre Omega, Gallows y Anderson contra Moxley, PAC y Rey Fénix en dicho episodio.
El 8 de enero, la lucha entre Britt Baker y Thunder Rosa que estaba programado para el episodio del 13 de enero de Dynamite fue cancelado debido a que Rosa entró en contacto con COVID-19. La lucha fue reprogramado para Beach Break el 13 de enero.
El 20 de enero en Dynamite, se anunció una batalla real por equipos para Beach Break, y los ganadores obtuvieron un combate por el Campeonato Mundial en Parejas de AEW en el pay-per-view de Revolution el 7 de marzo. EL 27 de enero en Dynamite, los Campeones The Young Bucks (Matt Jackson y Nick Jackson) anunciaron que también participarían en la batalla real y que si ganaban, elegirían a sus oponentes en Revolution.

#### Resultados
- The Inner Circle (Chris Jericho & MJF) ganaron un Tag Team Battle Royal y obtuvieron una oportunidad por el Campeonato Mundial en Parejas de AEW en Revolution (12:00).
  - Jericho eliminó finalmente a Martin, ganando la lucha.
  - Si The Young Bucks ganaban, elegirían a sus oponentes para la defensa del título.
  - Originalmente FTR (Cash Wheeler & Dax Harwood) formaban parte de la lucha, pero fueron reemplazados por Reynolds & Silver debido a que fueron suspendidos.
- Dr. Britt Baker D.M.D (con Rebel) derrotó a Thunder Rosa (13:15).
  - Baker dejó inconsciente a Rosa con un «Lockjaw».
  - Durante la lucha, Rebel interfirió a favor de Baker.
- "Hangman" Adam Page & Matt Hardy derrotaron a Chaos Project (Luther & Serpentico) (3:55).
  - Hardy cubrió a Luther después de un «Buckshot Lariat» de Page.
- Lance Archer (con Jake Roberts) derrotó a Eddie Kingston (con The Butcher, The Blade & The Bunny) en un Lumberjack Match (7:00).
  - Archer cubrió a Kingston después de un «Blackout».
- The Elite (Kenny Omega, Doc Gallows & Karl Anderson) (con Don Callis) derrotaron a Jon Moxley & Death Triangle (PAC & Rey Fénix) (15:25).
  - Gallows cubrió a Fénix después de un «Magic Killer».
  - Después de la lucha, The Elite atacó a Moxley y Fénix, pero fueron detenidos por Lance Archer.
  - Después de la lucha, KENTA atacó a Moxley.

### 2022
Beach Break 2022  fue un especial de televisión que se transmitió en vivo el 26 de enero y el 28 de enero de 2022 por el canal televisivo estadounidense TBS como especiales de los programas de televisión semanales Dynamite y Rampage, desde el Wolstein Center en Cleveland, Ohio.

#### Resultados

##### Dynamite: 26 de enero
- Sammy Guevara derrotó a Cody Rhodes (con Arn Anderson) en un Ladder Match y unificó el Campeonato Indiscutible TNT de AEW (22:59).
  - Guevara ganó la lucha después de que descolgara los campeonatos.
  - Durante la lucha, Rhodes atacó a Fuego del Sol.
  - Esta lucha fue calificada con 5 estrellas por el periodista Dave Meltzer.
  - Esta fue la última lucha de Rhodes en AEW.
- Wardlow (con Shawn Spears) derrotó a Elijah Dean & James Alexander (1:23).
  - Wardlow cubrió a Alexander después de cinco «Powerbomb Symphony».
- The Inner Circle (Chris Jericho, Santana & Ortiz) derrotaron a Daniel Garcia y 2point0 (Matt Lee & Jeff Parker) (8:53).
  - Santana cubrió a Lee después de un «Package Piledriver».
- Leyla Hirsch derrotó a Red Velvet (8:08).
  - Hirsch cubrió a Velvet con un «Roll-Up».
  - Después de la lucha, Hirsch atacó a Velvet, pero fue detenida por Kris Statlander.
- Orange Cassidy derrotó a Adam Cole en un Lights Out Match (16:56).
  - Cassidy cubrió a Cole después de un «Belly to Belly» sobre una plataforma.
  - Durante la lucha, Brandon Cutler, Bobby Fish y The Young Bucks (Matt Jackson & Nick Jackson) interfirieron a favor de Cole, mientras que CHAOS (Chuck Taylor, Wheeler Yuta, Rocky Romero & Trent?) y Danhausen lo hicieron a favor de Cassidy.

##### Rampage: 28 de enero
- Jon Moxley derrotó a Anthony Bowens (con Max Caster) (12:02).
  - Moxley cubrió a Bowens después de un «Paradigm Shift».
  - Durante la lucha, Caster interfirió a favor de Bowens.
- FTR (Cash Wheeler & Dax Harwood) (con Tully Blanchard) derrotaron a Nightmare Family (Brock Anderson & Lee Johnson) (con Arn Anderson) (9:10).
  - Wheeler cubrió a Johnson después de un «The Mindbreaker».
  - El Campeonato Mundial en Parejas de AAA de FTR no estuvo en juego.
- Jade Cargill (con Mark Sterlling) derrotó a Julia Hart (con Griff Garrison) y retuvo el Campeonato TBS de AEW (2:28).
  - Cargill cubrió a Hart después de un «Jaded».
- Jurassic Express (Jungle Boy & Luchasaurus) (con Christian Cage) derrotaron a Private Party (Isiah Kassidy & Marq Quen) (con Matt Hardy & The Blade) y retuvieron el Campeonato Mundial en Parejas de AEW (10:45).
  - Jungle Boy cubrió a Quen después de un «Thorassic Express».
  - Durante la lucha, Hardy interfirió a favor de Private Party.
  - Después de la lucha, Gunn Club (Billy, Austin Gunn & Colten Gunn) atacaron a Cage y Jurassic Express.

### 2024
Beach Break 2024  será un especial de televisión que se transmitirá en vivo el 3 y 5 de julio de 2024 por el canal televisivo estadounidense TBS como especiales de los programas de televisión semanales Dynamite y Rampage, desde el Wintrust Arena en Chicago, Illinois.

#### Dynamite: 3 de julio
- Bryan Danielson derrotó a PAC y avanzó a la final de la Men's Owen Hart Cup.
  - Danielson cubrió a PAC con un «Roll-Up».
- Willow Nightingale derrotó a Kris Statlander (con Stokely Hathaway) y avanzó a la final de la Women's Owen Hart Cup.
  - Nightingale cubrió a Statlander con un «Roll-Up».
  - Durante la lucha, Hathaway interfirió a favor de Statlander.
- Samoa Joe, Hook & Katsuyori Shibata derrotaron a Cage of Agony (Brian Cage, Toa Liona & Bishop Kaun).
  - Joe dejó inconsciente a Liona después de un «Coquina Clutch».
  - Después de la lucha, The Learning Tree (Chris Jericho, Big Bill & Bryan Keith) atacaron a Joe, Hook y Shibata.
- «Hangman» Adam Page derrotó a Jeff Jarrett y avanzó a las semifinales de la Men's Owen Hart Cup.
  - Page cubrió a Jarrett después de un «Dead Eye».
  - The Young Bucks escogieron a Page como rival de Jarrett.
- Will Ospreay derrotó a Daniel Garcia y retuvo el Campeonato Internacional de AEW.
  - Ospreay cubrió a Garcia después de un «Hidden Blade».
  - Después de la lucha, MJF atacó a Garcia y Matt Menard, pero fue detenido por Ospreay.

#### Rampage: 5 de julio
- Rush derrotó a Komander.
  - Rush cubrió a Komander después de un «Bull's Horn».
- Don Callis Family (Konosuke Takeshita & Kyle Fletcher) derrotaron a Private Party (Isiah Kassidy & Marq Quen).
  - Fletcher cubrió a Quen después de un «Delayed Buckle Brainbuster».
- Kyle O'Reilly derrotó a GPA.
  - O'Reilly forzó a GPA a rendirse con un «Armbar».
- Mariah May derrotó a Hikaru Shida y avanzó a la final de la Women's Owen Hart Cup.
  - May cubrió a Shida con un «Roll-Up».
  - Después de la lucha, May celebró con «Timeless» Toni Storm.

### 2025
Beach Break 2025 será un especial de televisión que se transmitirá en vivo el 14 de mayo de 2025 por el canal televisivo estadounidense TBS y el servicio de streaming Max como especial del programa de televisión semanal Dynamite desde el Now Arena en Chicago, Illinois.

#### Dymanite: 14 de Mayo
- Will Ospreay & «Hangman» Adam Page derrotaron a Don Callis Family (Konosuke Takeshita & Josh Alexander) (con Don Callis).
  - Page cubrió a Alexander después de una combinación de «Hidden Blade» de Ospreay y un «Buckshot Lariat».
- Ricochet derrotó a Zach Gowen.
  - Ricochet cubrió a Gowen después de un «Spirit Gun».
  - Después de la lucha, Ricochet atacó a Gowen, pero fue detenido por Mark Briscoe.
- The Hurt Syndicate (Bobby Lashley & Shelton Benjamin) (con MVP) derrotó a Top Flight (Dante Martin & Darius Martin) (con Leila Grey).
  - Lashley forzó a Dante a rendirse con un «Hurt Lock».
  - Después de la lucha, The Sons of Texas (Dustin Rhodes & Sammy Guevara) y CRU (Action Andretti & Lio Rush) confrontaron a The Hurt Syndicate.
- Mina Shirakawa derrotó a «Timeless» Toni Storm (con Luther), Skye Blue y AZM y ganó una oportunidad por el Campeonato Mundial Femenino de AEW en Double or Nothing.
  - Shirakawa cubrió a Storm con un «Roll-Up».
  - Después de la lucha, Mercedes Moné atacó a AZM, pero fue detenida por Jamie Hayter.
- Jon Moxley (con Marina Shafir) derrotó a Samoa Joe en un Steel Cage Match y retuvo el Campeonato Mundial de AEW.
  - Moxley cubrió a Joe después de golpearlo con el maletín.
  - Durante la lucha, Shafir, Death Riders (Claudio Castagnoli, Wheeler Yuta & Gabe Kidd) interfirieron a favor de Moxley, mientras que Powerhouse Hobbs y Willow Nightingale lo hicieron a favor de Joe.
  - Después de la lucha, Death Riders, Kidd, The Young Bucks y Kazuchika Okada atacaron a Joe, Hobbs, Nightingale y Kenny Omega pero fueron detenidos por Swerve Strickland y Mike Bailey.

#### Collision: 17 de Mayo
- Megan Bayne (con Penelope Ford) derrotó a Anna Jay (con Harley Cameron).
  - Bayne cubrió a Jay después de un «Fate's Descent».
  - Durante la lucha, Ford interfirió a favor de Bayne, mientras que Cameron lo hizo a favor de Jay.
- Kyle Fletcher derrotó a AR Fox.
  - Fletcher cubrió a Fox después de un «Brainbuster».
- Bandido, Tomohiro Ishii & Brody King derrotaron a Don Callis Familly (Lance Archer, Rocky Romero & Trent Beretta).
  - King cubrió a Romero después de un «Cannonball».
  - Después de la lucha, Don Callis Familly atacó a Bandido, Ishii & King, pero fueron detenidos por The Outrunners (Turbo Floyd & Truth Magnum).
- Mike Bailey derrotó a Blake Christian.
  - Bailey cubrió a Christian después de un «Tornado Kick».
  - Después de la lucha, Kazuchika Okada distrajo a Bailey para después ser atacado por La Faccion Ingobernable (Rush & Dralístico).
- The Learning Tree (Big Bill & Bryan Keith) derrotó a Gates of Agony (Bishop Kaun & Toa Liona) en un Chicago Street Fight. 
  - Bill cubrió a Kaun después de un «Chokeslam».
- The Sons of Texas (Dustin Rhodes & Sammy Guevara) derrotaron a CRU (Action Andretti & Lio Rush) y ganaron una oportunidad por el Campeonato Mundial en Parejas de AEW en Double or Nothing.
  - Guevara cubrió a Andretti después de un «GTH».
  - El Campeonato Mundial en Parejas de ROH de The Sons of Texas no estuvo en juego.
- Powerhouse Hobbs derrotó a Wheeler Yuta.
  - Hobbs cubrió a Yuta después de un «Spinebuster».
  - Después de la lucha, Yuta y Marina Shafir atacaron a Hobbs y Willow Nightingale, pero fueron detenidos por Kris Statlander.